# Planoise
Planoise è un quartiere di Besançon che conta più di 21.000 abitanti. L'area è situata a sud-ovest della città e supera i 2,5 km².

## Storia
Gli scavi nella zona hanno trovato una presenza umana sin dal Neolitico. Parti di oggetti di selce e simili dimostrano l'esistenza di una casa risalente a -3.500 anni prima di Gesù Cristo. Nel Medioevo la zona è un'area agricola, che produce principalmente grano. Dopo la seconda guerra mondiale, la grande crescita del numero di abitanti della città rende necessaria l'edificazione di molti nuovi edifici. Il quartiere di Planoise diventa uno dei più grandi siti urbani in costruzione in Francia dagli anni Sessanta e specialmente dal 1970 in poi, con l'edificazione di 8.000 alloggi. Planoise oggi conta oltre 20.700 abitanti.

## Geografia fisica
L'area è situata a sud-ovest di Besançon, e che si affacciano sul villaggio di Avanne-Aveney. Il sito è circondato da due colline.

## Infrastrutture e trasporti
- Un ospedale
- Una polizia
- Fort de Planoise, una fortezza che risale al 1870

## Galleria d'immagini

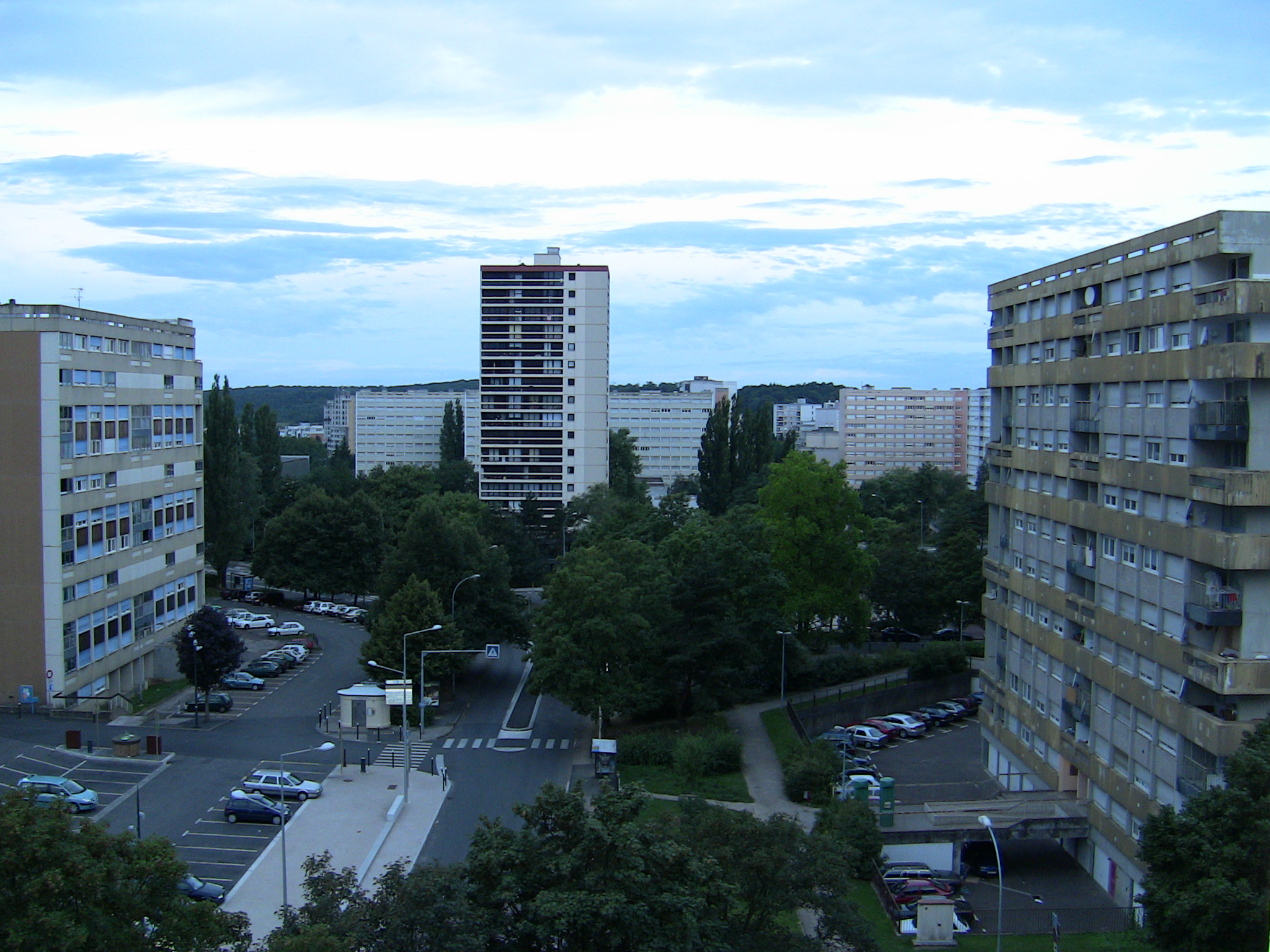
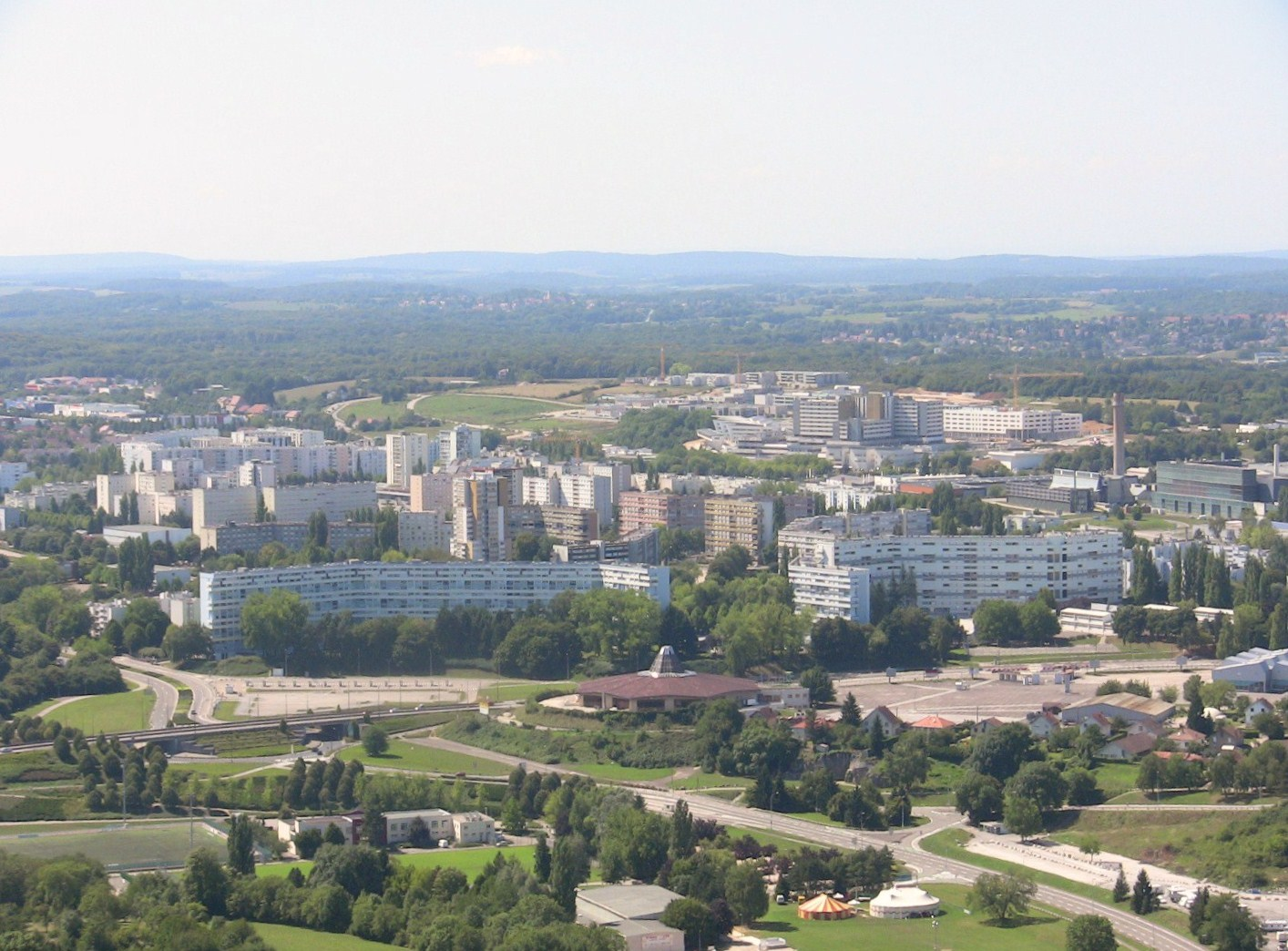
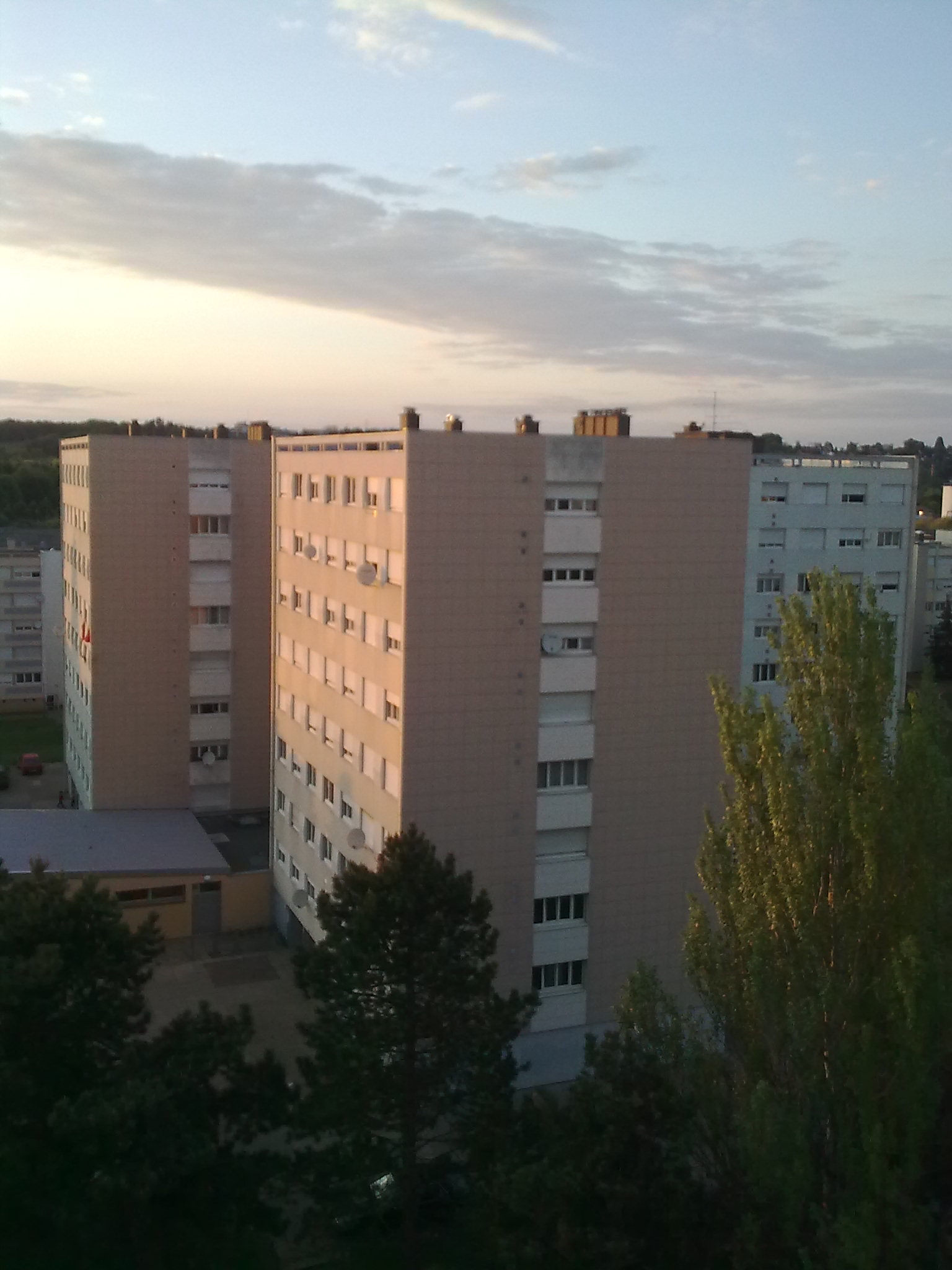
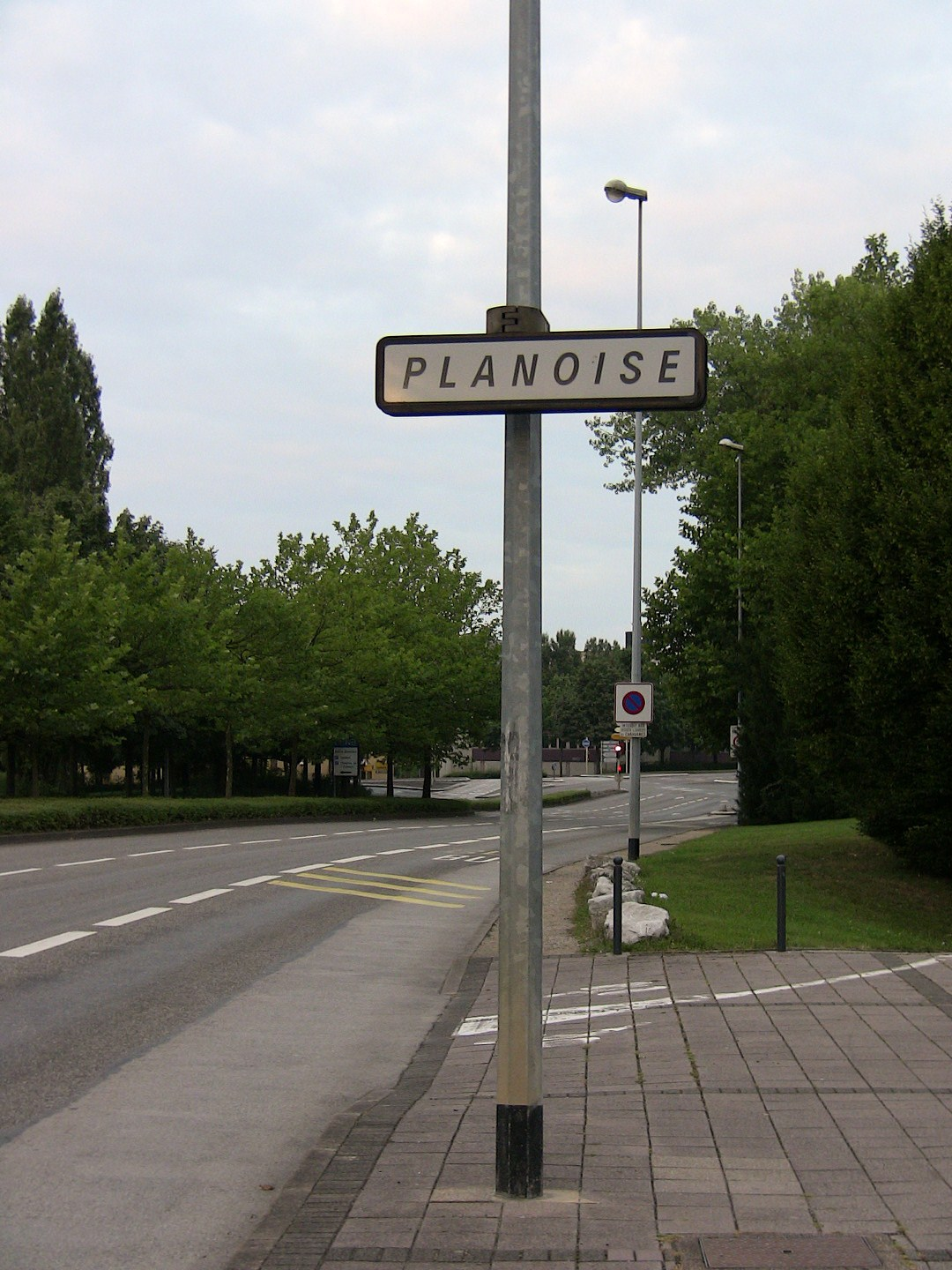
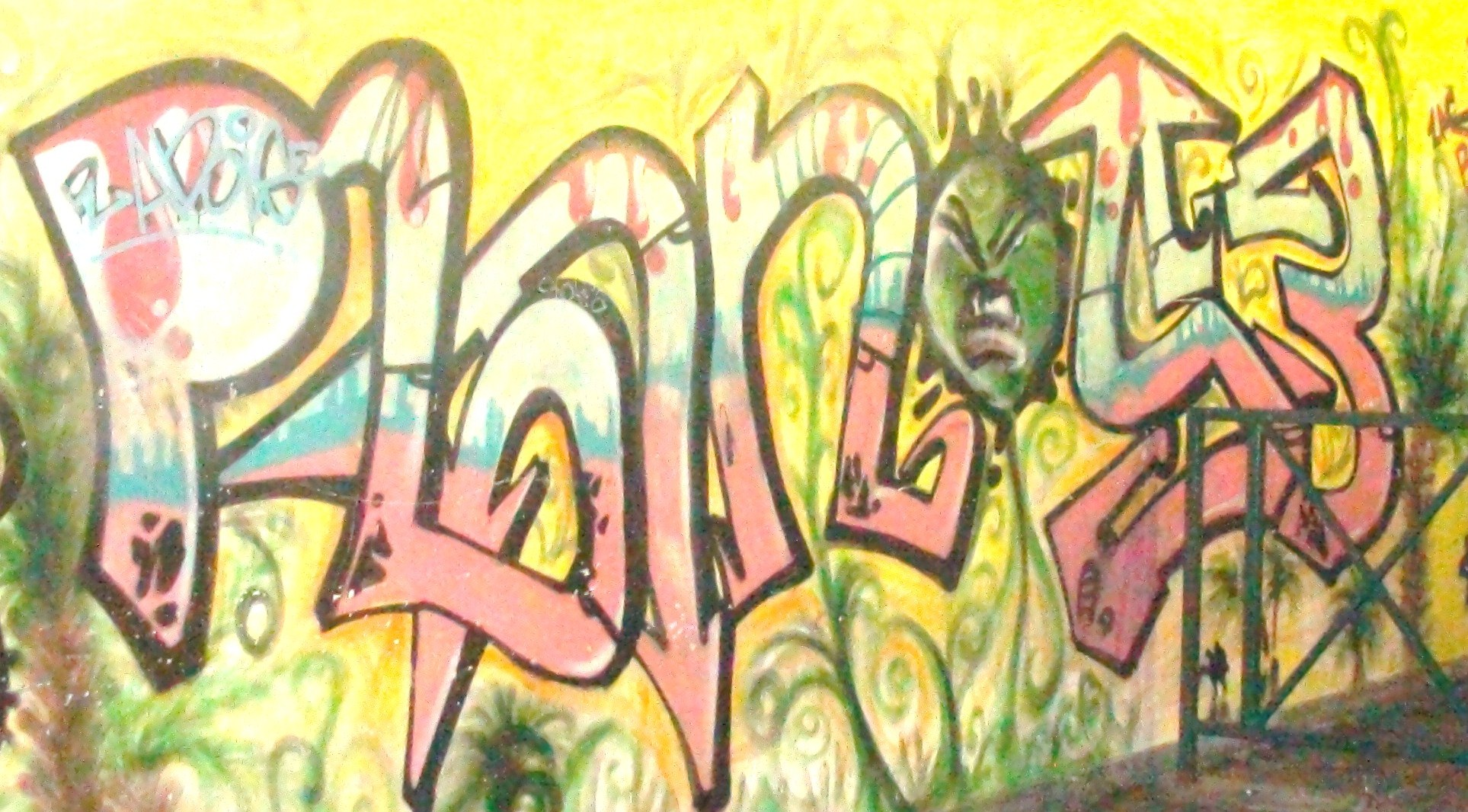
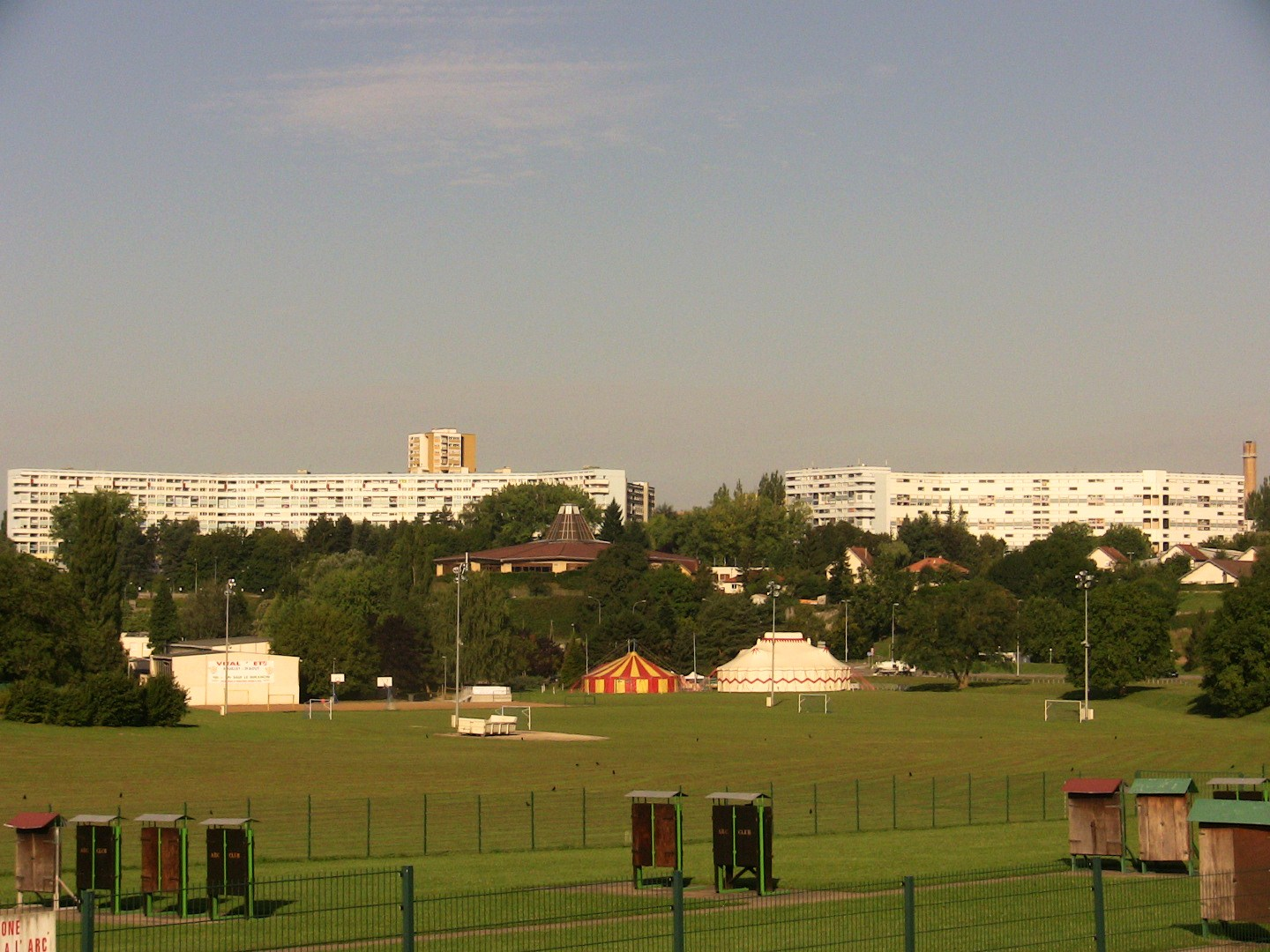
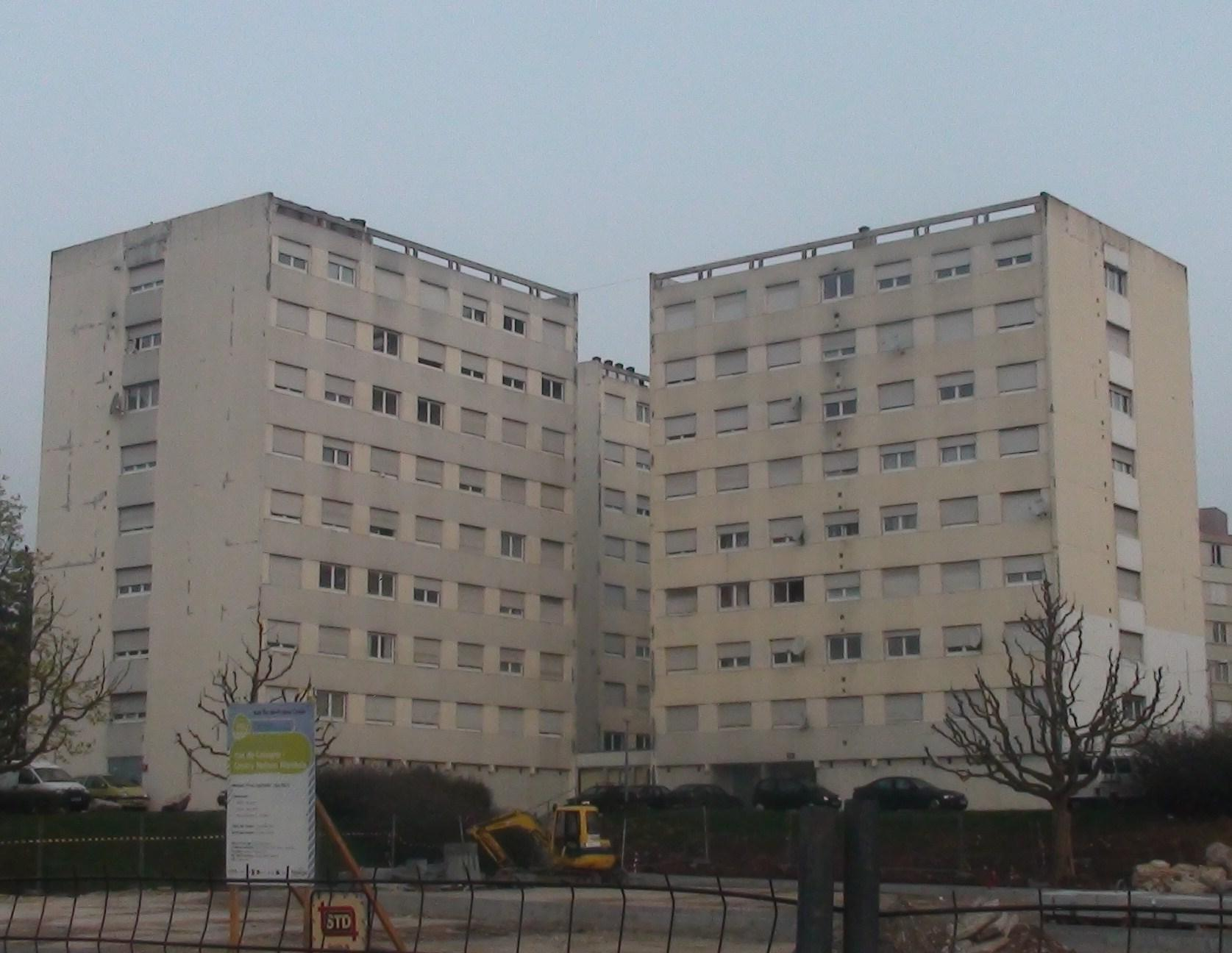
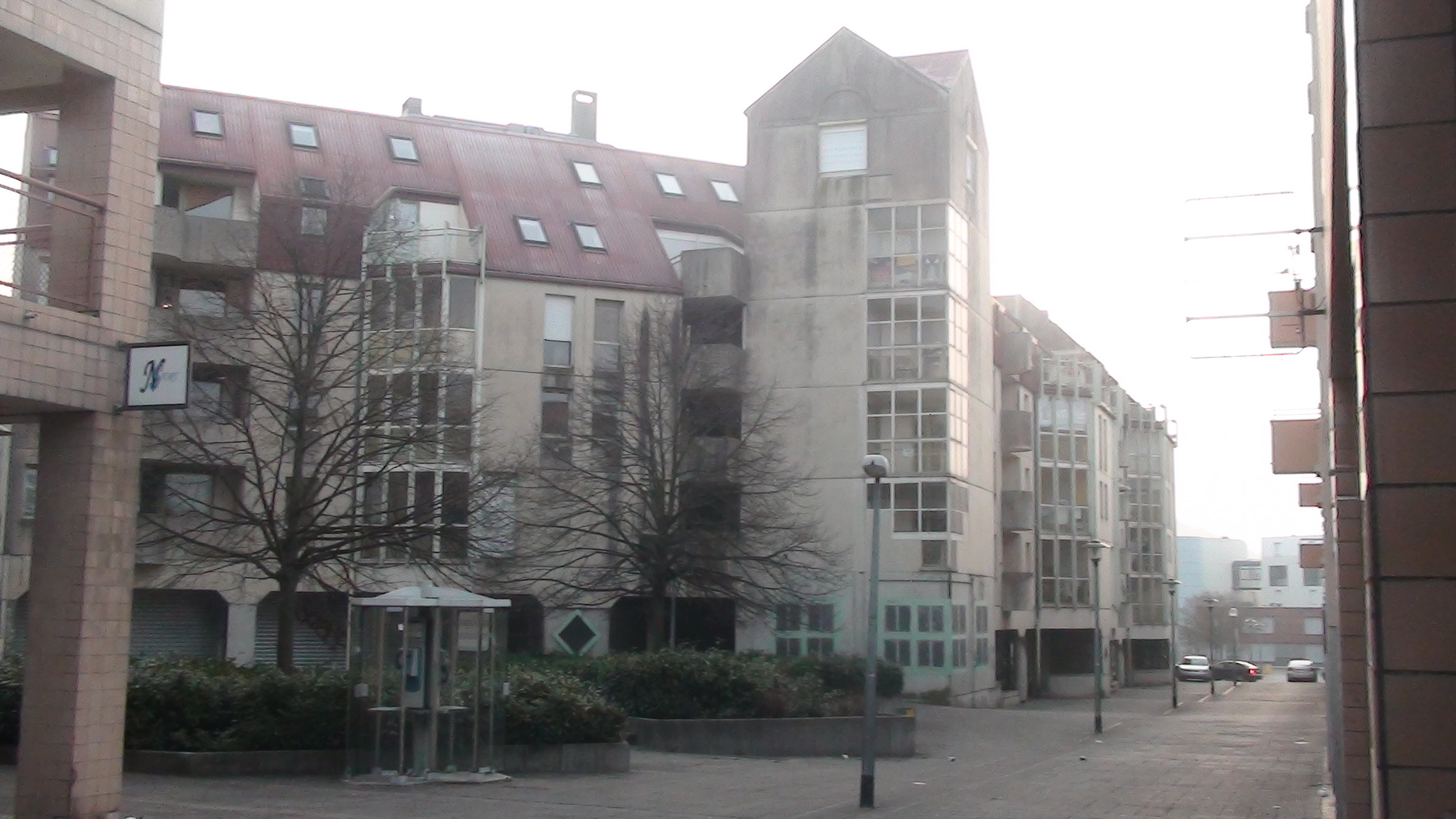